# Jorge Chávez Dartnell
Georges Antoine Chavez, anche conosciuto come Jorge Chávez, Geo Chávez (Parigi, 13 giugno 1887 – Domodossola, 27 settembre 1910), è stato un aviatore peruviano che per primo riuscì a trasvolare le Alpi.

## Biografia

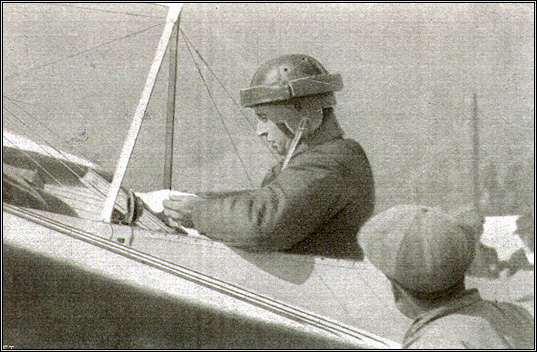
Geo Chávez sul suo Bleriot a Briga, il 23 settembre 1910

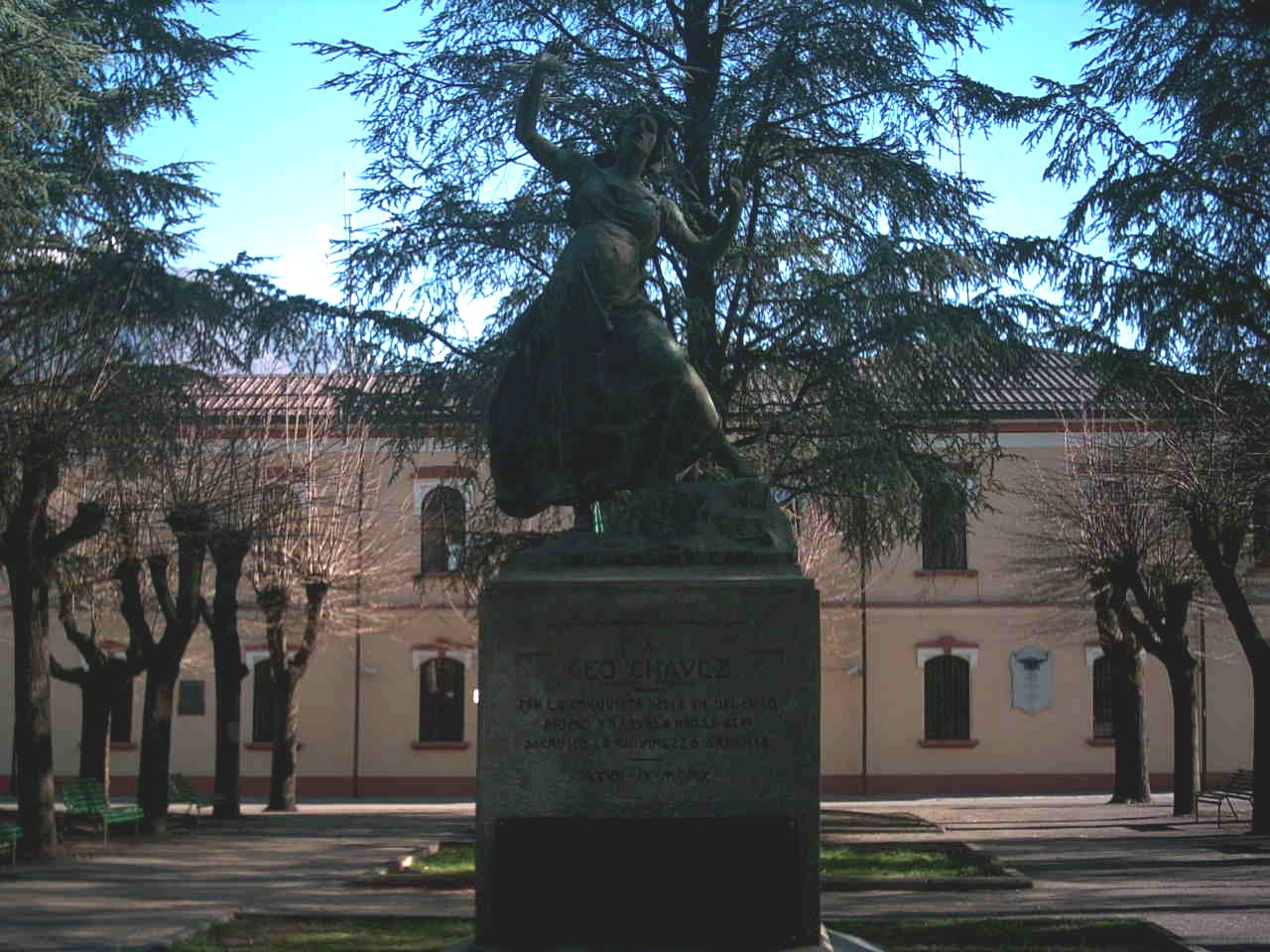
Monumento a Geo Chávez (Domodossola)

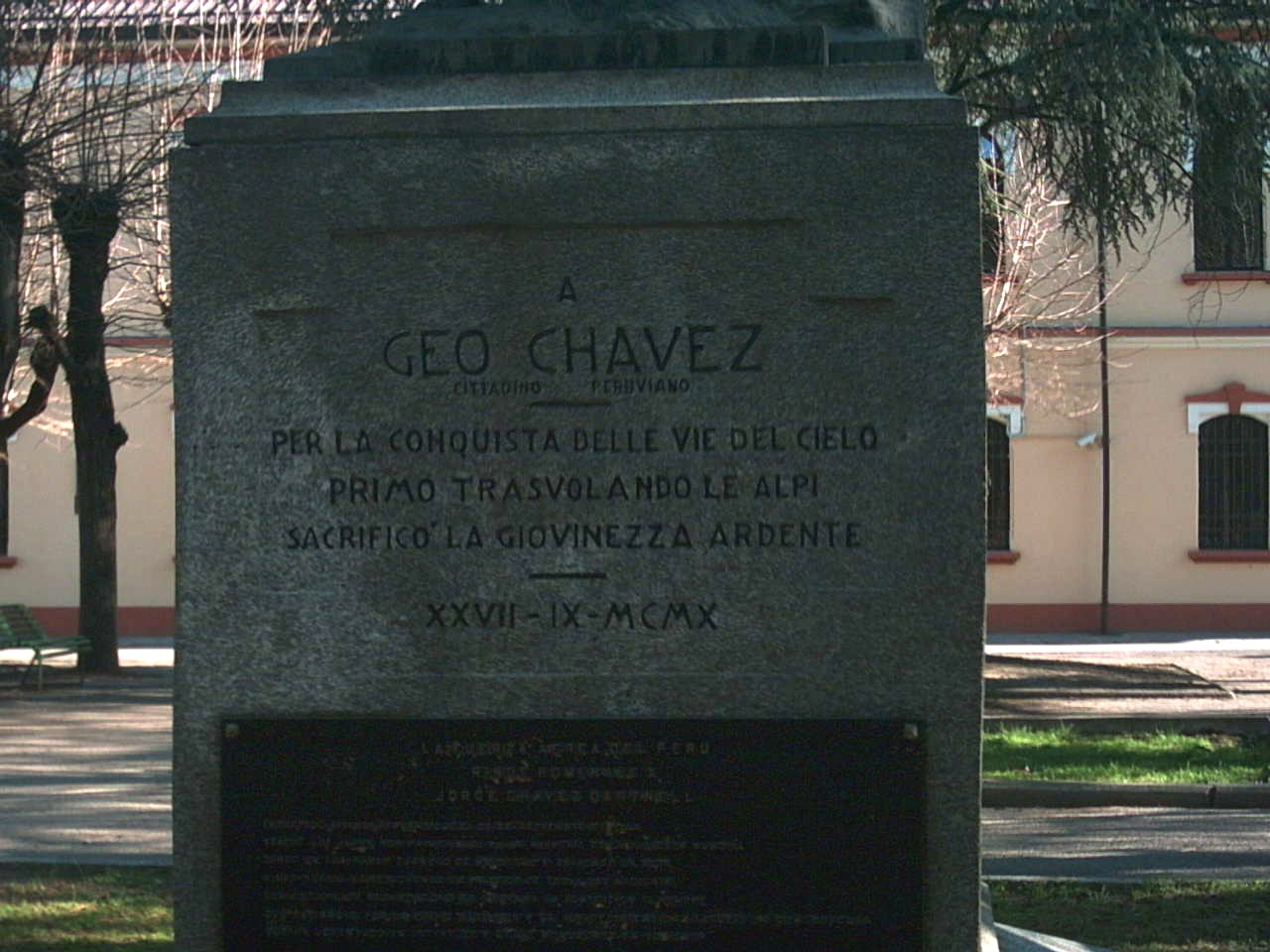
Iscrizione alla base del monumento a Geo Chávez (Domodossola)

Francobollo svizzero che celebra Geo Chávez nel centenario della morte

Nacque a Parigi da genitori peruviani, il facoltoso banchiere Manuel Chávez Moreyra e María Rosa Dartnell y Guisse, i quali erano emigrati in Francia nel 1884 a causa della Guerra del Pacifico. Studiò ingegneria alla "École Violet" di Parigi, diplomandosi nel 1909.

### L'impresa e la morte
sempre salendo. Ed ora sì, che vola!»
(Giovanni Pascoli, Bologna, novembre 1910)
Chávez compì la sua impresa più famosa il 23 settembre 1910 a bordo di un monoplano Blériot XI, spinto da un motore rotativo a pistoni di soli 50 CV: decollò da Briga alle 13:29, sorvolò il valico del Sempione, unico dei 5 partecipanti alla trasvolata, le gole di Gondo per scendere a Domodossola. L'impresa terminò tragicamente 45 minuti dopo il decollo perché in fase di atterraggio, a un'altezza di circa venti metri dal suolo, l'aereo precipitò di punta per l'improvviso cedimento della struttura alare. Scrisse Luigi Barzini nel resoconto dell'incidente che «ad appena una ventina di metri da terra le ali cedono e si ripiegano sopra la carlinga "come ali di una libellula"».
Gravemente ferito, anche se apparentemente non in pericolo di morte, quattro giorni più tardi Chávez morì all'Ospedale San Biagio di Domodossola in maniera non del tutto chiara. Le sue ultime parole furono: "Arriba, siempre arriba" (in italiano "In alto. Sempre più in alto") secondo la testimonianza del suo amico e connazionale, l'aviatore Juan Bielovucic Cavalié. Il sorvolo delle Alpi, che allora appariva temerario, provocò stupore ed entusiasmo e la fine del coraggioso pilota suscitò un'ondata di commozione. Giovanni Pascoli gli dedicò un'ode come ad un nuovo eroe dell'aria. Chávez venne sepolto nel Cimitero di Père-Lachaise a Parigi.

### Il pilota
Chávez ottenne il brevetto di pilota alla scuola di aviazione creata da Henri e Maurice Farman, effettuando il suo primo volo il 5 febbraio 1910. In seguito partecipò a diverse competizioni aviatorie in Francia e in altri paesi europei.
Nell'estate del 1910 il Touring Club Italiano, guidato all'epoca da Arturo Mercanti, con la collaborazione del Corriere della Sera e da aristocratici e imprenditori lombardi, propose una sfida internazionale per compiere la trasvolata delle Alpi da parte di una macchina "più pesante dell'aria". Il "Gran Premio della Traversata delle Alpi" prevedeva che i partecipanti percorressero la rotta partendo da Briga, sorvolando Sempione, Domodossola, Stresa, Varese arrivando infine a Milano-Taliedo, entro 24 ore dal decollo. Il premio in palio era di 100.000 lire da spartire tra i primi tre classificati. Chávez fu il primo che si iscrisse per compiere l'impresa.
Il 3 agosto 1910, a Blackpool, in Inghilterra, Chávez superò il record mondiale di altitudine raggiungendo la quota di 1643 m s.l.m. Il 6 settembre 1910, due settimane prima della sua trasvolata alpina, stabilitì a Issy, vicino a Parigi, un nuovo primato mondiale in altezza volando fino alla quota di 2652 m s.l.m. Essendo il culmine del Passo del Sempione situato a 2005 m s.l.m., il sorvolo pareva alla portata dei limiti tecnici teorici del suo velivolo che era lo stesso tipo di aereo con cui Louis Blériot aveva compiuto la traversata della Manica il 25 luglio 1909. Partendo da Briga, si trattava di superare una differenza d'altezza di 1325 metri.
Nell'intervista che Chavez rilasciò ad un giornalista del Corriere della Sera, in preparazione per la Trasvolata delle Alpi, spiegò che dopo il decollo da Briga avrebbe mantenuto la quota di 2200 mt sino al Gaby, avrebbe poi attraversato il Passo del Monscera e sarebbe sceso direttamente a Domodossola, con l'intenzione di evitare le Gole di Gondo che avrebbero potuto rendere difficoltoso un eventuale atterraggio d'emergenza.
Un primo tentativo di trasvolata, avvenuto il 19 settembre 1910, fallì a causa delle cattive condizioni atmosferiche trovate in quota. Chávez raccontò che, dopo un'ascensione relativamente tranquilla fino a circa 2200 m s.l.m., aveva incontrato forti turbolenze che avevano scosso violentemente il suo aereo: solo a fatica era riuscito a tenere la sua macchina sotto controllo e rientrare, infreddolito e stremato, a Briga. Con quel primo tentativo egli comprese che un fattore importante per l'attraversamento delle Alpi era dato delle condizioni atmosferiche che si sarebbero incontrate tra le montagne.
Il 23 settembre le condizioni atmosferiche sembravano adatte per l'impresa. Nonostante ciò, non riuscì a seguire la rotta prestabilita e dovette infilare le Gole di Gondo e discendere lungo la Val Divedro. Durante il volo egli trovò - come sostengono alcuni testimoni - delle forti correnti vorticose sopra i ghiacciai del Fletschhorn e sopra le rocce del Pizzo Albiona. Chavez raggiunge il campo di atterraggio di Domodossola e quando si trova a circa 20 mt da terra il velivolo ha un cedimento e precipita al suolo. Si suppone che la tragica fine del suo volo sia stata causata dai danni causati al Blériot XI dalle turbolenze incontrate nei due tentativi di sorvolo, uniti al carico alla struttura alare dato dalla rapida discesa verso Domodossola.
Nonostante la sfortunata conclusione, l'impresa di Chavez fu un potente stimolo ad intraprendere la carriera aeronautica per molti altri giovani, tra cui l'italiano Luigi Ridolfi.
La grande impresa di Chavez fu inoltre d'ispirazione per l'aviatore Juan Bielovucic che decise di intraprendere la trasvolata delle Alpi da Briga a Domodossola seguendo la rotta che aveva inizialmente stabilito Chavez, ovvero passare il confine italo-svizzero al Passo del Monscera. Così fece, in soli 26 minuti, nel gennaio del 1913, a bordo del suo monoplano Hanriot con motore Gnome ed elica Integrale.
Anche altri trassero ispirazione dall'impresa di Geo Chavez, come Luigi Ridolfi, prima aviatore militare, poi pioniere dello sviluppo dell'aviazione civile in Italia.

## Onorificenze
Nel settembre 1957 i resti mortali dell'aviatore furono rimpatriati dalla Francia, affinché fossero deposti in un mausoleo costruito appositamente per lui all'aeroporto militare di Las Palmas, nei pressi di Lima.
Il principale aeroporto di Lima, inaugurato nel 1960, porta il suo nome; a lui era intitolato il Boeing 747 I-DEMU utilizzato da Alitalia tra il 1971 ed il 1981.